# Precision Strike Missile
El misil de ataque de precisión (en inglés: Precision Strike Missile, PrSM) es un misil balístico de corto alcance desarrollado por el ejército de los Estados Unidos para reemplazar al MGM-140 ATACMS.

## Desarrollo
En marzo de 2016, Lockheed Martin, Boeing y Raytheon anunciaron que ofrecerían un misil que cumpliera con el requisito de fuegos de precisión de largo alcance (LRPF) del ejército de EE. UU. para reemplazar el ATACMS. El PrSM utilizará propulsión avanzada para volar más rápido y más lejos (originalmente a 310 millas (500 km) y al mismo tiempo será más delgado y elegante, aumentando la carga a dos por cápsula, duplicando el número transportado por los lanzadores M270 MLRS y M142 HIMARS. Boeing y Raytheon participaron en el esfuerzo competitivo, pero este último abandonó la competencia a principios de 2020, dejando a Lockheed Martin como desarrollador de misiles. Está previsto que el arma alcance su capacidad operativa inicial en 2023. El PrSM inicial sólo podrá alcanzar objetivos estacionarios en tierra, pero versiones posteriores rastrearán objetivos en movimiento en tierra y mar.  Con la retirada de Estados Unidos del Tratado sobre Fuerzas Nucleares de Rango Intermedio, el alcance del PrSM se incrementará más allá de la limitación de '499 km' que anteriormente le imponía el tratado.
En junio de 2020, el Ejército había comenzado a probar un nuevo buscador multimodo (una actualización del misil de ataque de precisión). Aunque el misil no entraría en servicio hasta 2023, se espera que el buscador mejorado sea parte de una importante mejora del programa planificada para 2025.
Los avances en el diseño y un posible estatorreactor podrían ampliar el alcance del arma hasta 1.000 kilómetros.
En julio de 2021, Estados Unidos anunció que Australia se había convertido en socio del Programa PrSM y que el ejército australiano había firmado un memorando de entendimiento para el Incremento 2 del programa con Exportaciones y Cooperación de Defensa del Ejército de Estados Unidos y había contribuido con 54 millones de dólares.
El Reino Unido, como parte de una actualización del M270 MLRS del ejército británico al estándar M270A2, ha insinuado que posiblemente adquiera PrSM.

## Operadores

### Operadores futuros
- Australia: Ejército Australiano
- Reino Unido: Ejército británico – No confirmado
- Estados Unidos: Ejército de los Estados Unidos y Cuerpo de Marines de los Estados Unidos